# Hypoestes arachnopus
Hypoestes arachnopus är en akantusväxtart som beskrevs av Raymond Benoist. Hypoestes arachnopus ingår i släktet Hypoestes och familjen akantusväxter. Inga underarter finns listade i Catalogue of Life.